# Eliteserien 1993
La Eliteserien 1993, nota anche come Tippeligaen 1993 per ragioni di sponsorizzazione, fu la quarantottesima edizione della Eliteserien, massima serie del campionato norvegese di calcio. Vide la vittoria finale del Rosenborg, al suo ottavo titolo, il secondo consecutivo. Capocannoniere del torneo fu Mons Ivar Mjelde (Lillestrøm), con 19 reti.

## Stagione

### Novità
Dalla Eliteserien 1992 vennero retrocessi il Sogndal e il Mjøndalen, mentre dalla 1. divisjon 1992 vennero promossi il Bodø/Glimt e il Fyllingen.

### Formula
Le dodici squadre partecipanti si affrontarono in un girone all'italiana con partite di andata e di ritorno, per un totale di 22 giornate. La prima classificata, vincitrice del campionato, veniva ammessa alla Coppa UEFA 1994-1995, assieme alla seconda classificata. Il vincitore della Coppa di Norvegia veniva ammesso alla Coppa delle Coppe 1994-1995. Le ultime due classificate venivano retrocesse direttamente in 1. divisjon, mentre la decima classificata partecipava agli spareggi promozione/retrocessione con le seconde classificate dei due gruppi di 1. divisjon per un posto in massima serie.

## Squadre partecipanti
| Club        | Stagione | Città        | Stagione 1992                    |
| ----------- | -------- | ------------ | -------------------------------- |
| Bodø/Glimt  | dettagli | Bodø         | 1º posto in 1. divisjon gruppo A |
| Brann       | dettagli | Bergen       | 7º posto in Eliteserien          |
| Fyllingen   | dettagli | Bergen       | 1º posto in 1. divisjon gruppo B |
| HamKam      | dettagli | Hamar        | 10º posto in Eliteserien         |
| Kongsvinger | dettagli | Kongsvinger  | 2º posto in Eliteserien          |
| Lillestrøm  | dettagli | Lillestrøm   | 4º posto in Eliteserien          |
| Lyn Oslo    | dettagli | Oslo         | 5º posto in Eliteserien          |
| Molde       | dettagli | Molde        | 6º posto in Eliteserien          |
| Rosenborg   | dettagli | Trondheim    | Campione di Norvegia             |
| Start       | dettagli | Kristiansand | 3º posto in Eliteserien          |
| Tromsø      | dettagli | Tromsø       | 8º posto in Eliteserien          |
| Viking      | dettagli | Stavanger    | 9º posto in Eliteserien          |

## Classifica finale
|  | Pos. | Squadra     | Pt | G  | V  | N | P  | GF | GS | DR  |
|  | ---- | ----------- | -- | -- | -- | - | -- | -- | -- | --- |
|  | 1.   | Rosenborg   | 47 | 22 | 14 | 5 | 3  | 47 | 30 | +17 |
|  | 2.   | Bodø/Glimt  | 45 | 22 | 14 | 3 | 5  | 51 | 24 | +27 |
|  | 3.   | Lillestrøm  | 42 | 22 | 13 | 3 | 6  | 47 | 26 | +21 |
|  | 4.   | Viking      | 41 | 22 | 13 | 2 | 7  | 38 | 27 | +11 |
|  | 5.   | HamKam      | 33 | 22 | 10 | 3 | 9  | 42 | 39 | +3  |
|  | 6.   | Tromsø      | 26 | 22 | 6  | 8 | 8  | 25 | 25 | 0   |
|  | 7.   | Brann       | 26 | 22 | 7  | 5 | 10 | 31 | 38 | -7  |
|  | 8.   | Kongsvinger | 25 | 22 | 7  | 4 | 11 | 33 | 41 | -8  |
|  | 9.   | Start       | 23 | 22 | 6  | 5 | 11 | 26 | 29 | -3  |
|  | 10.  | Molde       | 22 | 22 | 5  | 7 | 10 | 23 | 36 | -13 |
|  | 11.  | Lyn Oslo    | 22 | 22 | 6  | 4 | 12 | 39 | 53 | -14 |
|  | 12.  | Fyllingen   | 17 | 22 | 4  | 5 | 13 | 21 | 55 | -34 |

Legenda:
      Campione di Norvegia e ammessa alla Coppa UEFA 1994-1995
      Ammessa alla Coppa UEFA 1994-1995
      Ammessa alla Coppa delle Coppe 1994-1995
 Ammessa allo spareggio retrocessione-promozione
      Retrocessa in 1. divisjon 1994
Note:
Tre punti a vittoria, uno a pareggio, zero a sconfitta.

## Risultati
|             | Ros  | Bod  | Lil  | Vik  | Ham  | Tro  | Bra  | Kon  | Sta  | Mol  | Lyn  | Fyl  |
| ----------- | ---- | ---- | ---- | ---- | ---- | ---- | ---- | ---- | ---- | ---- | ---- | ---- |
| Rosenborg   | –––– | 2-2  | 1-1  | 1-1  | 3-2  | 4-2  | 0-4  | 3-2  | 2-1  | 2-0  | 4-2  | 5-1  |
| Bodø/Glimt  | 1-2  | –––– | 1-2  | 4-1  | 3-0  | 1-0  | 2-1  | 4-1  | 2-1  | 3-0  | 8-0  | 5-1  |
| Lillestrøm  | 2-3  | 5-3  | –––– | 3-0  | 2-0  | 3-2  | 2-1  | 3-0  | 1-2  | 3-0  | 2-0  | 3-1  |
| Viking      | 2-0  | 3-1  | 1-0  | –––– | 7-1  | 2-1  | 1-0  | 2-3  | 1-0  | 1-0  | 2-0  | 1-0  |
| HamKam      | 2-4  | 2-1  | 4-3  | 3-3  | –––– | 2-0  | 3-0  | 1-2  | 1-0  | 1-1  | 3-1  | 6-0  |
| Tromsø      | 0-0  | 1-1  | 2-1  | 2-1  | 4-1  | –––– | 1-1  | 4-0  | 0-0  | 0-1  | 0-2  | 0-0  |
| Brann       | 0-2  | 1-3  | 2-1  | 0-2  | 2-1  | 1-1  | –––– | 0-0  | 2-1  | 1-1  | 3-7  | 3-2  |
| Kongsvinger | 3-0  | 0-1  | 0-2  | 1-0  | 1-2  | 2-4  | 0-2  | –––– | 3-0  | 2-2  | 2-1  | 6-0  |
| Start       | 2-2  | 0-1  | 1-5  | 0-1  | 2-0  | 0-0  | 0-0  | 3-0  | –––– | 4-0  | 2-2  | 4-1  |
| Molde       | 0-2  | 0-2  | 0-0  | 3-2  | 0-0  | 0-1  | 2-0  | 1-1  | 1-0  | –––– | 6-3  | 1-1  |
| Lyn Oslo    | 0-1  | 1-2  | 1-1  | 2-3  | 0-6  | 2-0  | 5-1  | 1-1  | 1-3  | 5-3  | –––– | 3-0  |
| Fyllingen   | 0-4  | 0-0  | 1-2  | 2-1  | 0-1  | 0-0  | 1-6  | 5-3  | 3-0  | 2-1  | 0-0  | –––– |

## Spareggi promozione/retrocessione
Agli spareggi vennero ammessi il Molde, decimo classificato in Eliteserien, lo Strømsgodset, secondo classificato nel gruppo A della 1. divisjon, e il Bryne, secondo classificato nel gruppo B della 1. divisjon. Lo Strømsgodset vinse gli spareggi e venne promosso in Eliteserien, con la conseguente retrocessione del Molde in 1. divisjon.
| Pos. | Squadra      | Pt | G | V | N | P | GF | GS | DR |
| ---- | ------------ | -- | - | - | - | - | -- | -- | -- |
| 1.   | Strømsgodset | 6  | 2 | 2 | 0 | 0 | 4  | 0  | +4 |
| 2.   | Bryne        | 1  | 2 | 0 | 1 | 1 | 2  | 4  | -2 |
| 2.   | Molde        | 1  | 2 | 0 | 1 | 1 | 2  | 4  | -2 |

|              | Risultati |              | Luogo e data    |
| ------------ | --------- | ------------ | --------------- |
| Strømsgodset | 2 - 0     | Bryne        | 20 ottobre 1993 |
| Bryne        | 2 - 2     | Molde        | 23 ottobre 1993 |
| Molde        | 0 - 2     | Strømsgodset | 27 ottobre 1993 |
|              |           |              |                 |

## Statistiche

### Classifica marcatori
| Gol |  |  | Giocatore               | Squadra     |
| --- |  |  | ----------------------- | ----------- |
| 19  |  |  | Mons Ivar Mjelde        | Lillestrøm  |
| 16  |  |  | Petter Belsvik          | HamKam      |
| 16  |  |  | Trond Egil Soltvedt     | Brann       |
| 13  |  |  | Kjell Roar Kaasa        | Lyn Oslo    |
| 12  |  |  | Geir Frigård            | Kongsvinger |
| 11  |  |  | Runar Berg              | Bodø/Glimt  |
| 10  |  |  | Harald Martin Brattbakk | Bodø/Glimt  |
| 10  |  |  | Egil Østenstad          | Viking      |